# Iveta Vacenovská
Iveta Vacenovská (* 22. März 1986 in Hodonín) ist eine tschechische Tischtennisspielerin. Von 2002 bis 2017 nahm sie an 13 Weltmeisterschaften, 13 Europameisterschaften und zwei Olympischen Spielen teil.

## Werdegang
Sie wuchs in Ratíškovice auf. Im Alter von sechs Jahren begann Iveta Vacenovská mit dem Tischtennisspielen, angeleitet von ihrem Onkel, einem Tischtennistrainer. Danach spielte sie in den Jugendmannschaften des SKST Hodonín. Erste internationale Erfolge erzielte sie bei Schüler- und Jugendturnieren. Bei der Jugendeuropameisterschaft 1999 wurde sie in der Mädchenklasse im Einzel Zweite (hinter Gaby Rohr aus Deutschland). 2000 gewann sie Gold im Doppel mit Martina Smištíková und im Mixed mit Antonín Gavlas. 2002 siegte sie mit der Mannschaft und 2003 im Einzel. Beim europäischen Jugend-TOP10-Ranglistenturnier kam sie auf Platz drei.
Im Erwachsenenbereich gewann sie neun Titel bei den nationalen tschechischen Meisterschaften: 2005, 2007 und 2011 im Einzel, 2003 bis 2006 im Doppel, 2005 im Mixed sowie 2003 mit der Mannschaft des SKST Hodonin. 2004 schloss sie sich dem österreichischen Verein Linz AG Froschberg an. Mit diesem gewann sie 2009 und 2013 die ETTU Champions League. Bei Europameisterschaften holte sie zwei Bronzemedaillen mit der Mannschaft, nämlich 2009 und 2013.
2012 qualifizierte sie sich über die Weltranglistenposition für die Teilnahme an den Olympischen Spielen. Hier gewann sie gegen die Thailänderin Nanthana Komwong und schied danach gegen Wu Jiaduo (Deutschland) aus. Ähnlich verliefen für sie die Olympischen Spiele 2016. Sie gewann gegen Lady Ruano (Kolumbien) und verlor dann gegen Tetjana Bilenko (Ukraine).
In den Jahren 2004–2010, 2013, 2015 und 2016 holte sie mit Froschberg den österreichischen Mannschafts-Staatsmeistertitel. Im Juni 2016 verließ sie nach zwölf Jahren den Verein Linz AG Froschberg und kehrte zum SKST Hodonín zurück.

## Privat
Iveta Vacenovská studierte an der Karls-Universität in Prag Sport.